# U-229 (tàu ngầm Đức)
U-229 là một tàu ngầm tấn công  Lớp Type VII thuộc phân lớp Type VIIC được Hải quân Đức Quốc Xã chế tạo trong Chiến tranh Thế giới thứ hai. Nhập biên chế năm 1942, nó đã thực hiện được ba chuyến tuần tra, đánh chìm được hai tàu buôn với tổng tải trọng 8.352 GRT, đồng thời gây hư hại cho một chiếc khác tải trọng 3.670 GRT. Trong chuyến tuần tra cuối cùng tại Đại Tây Dương, U-229 bị tàu khu trục Anh HMS Keppel đánh chìm ở vị trí về phía Đông Nam Greenland vào ngày 22 tháng 9, 1943.

## Thiết kế và chế tạo

### Thiết kế

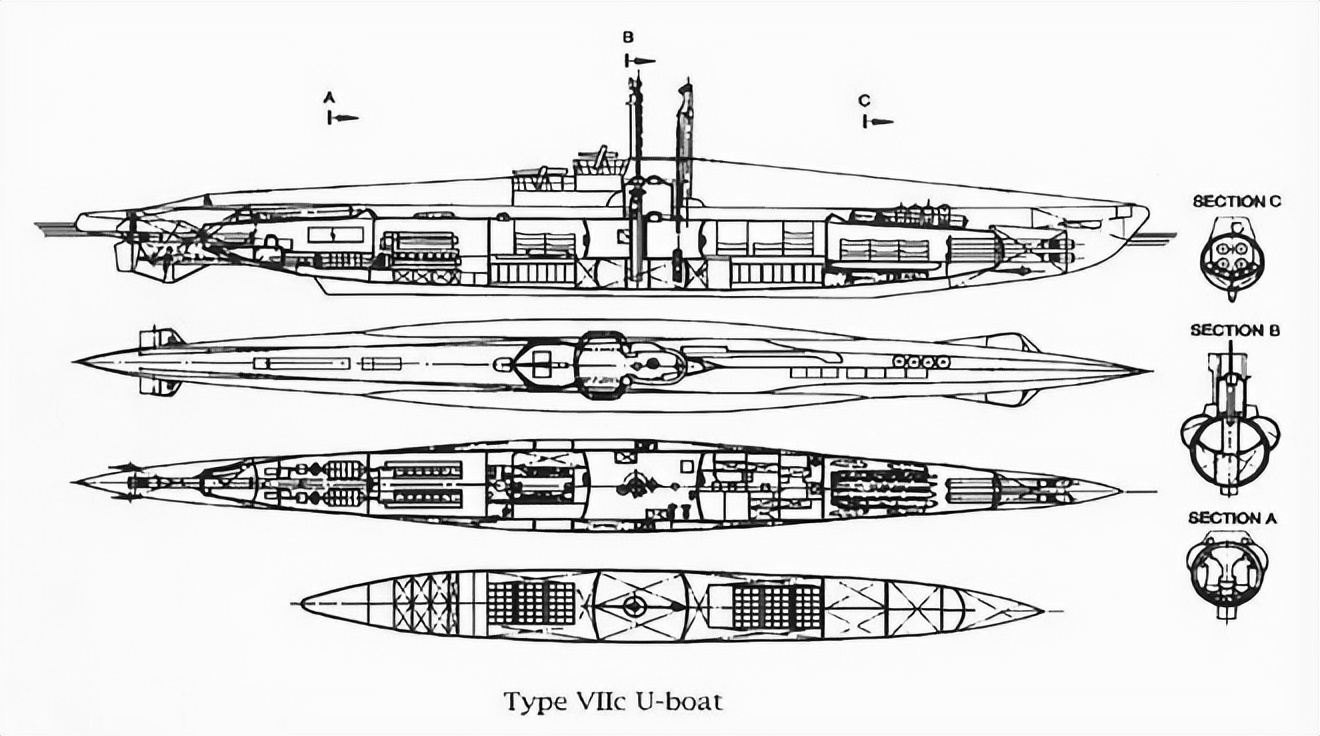
Sơ đồ các mặt cắt một tàu ngầm Type VIIC

Phân lớp VIIC của Tàu ngầm Type VII là một phiên bản VIIB được kéo dài thêm. Chúng có trọng lượng choán nước 769 t (757 tấn Anh) khi nổi và 871 t (857 tấn Anh) khi lặn). Con tàu có chiều dài chung 67,10 m (220 ft 2 in), lớp vỏ trong chịu áp lực dài 50,50 m (165 ft 8 in), mạn tàu rộng 6,20 m (20 ft 4 in), chiều cao 9,60 m (31 ft 6 in) và mớn nước 4,74 m (15 ft 7 in).
Chúng trang bị hai động cơ diesel Germaniawerft F46 siêu tăng áp 6-xy lanh 4 thì, tổng công suất 2.800–3.200 PS (2.100–2.400 kW; 2.800–3.200 bhp), dẫn động hai trục chân vịt đường kính 1,23 m (4,0 ft), cho phép đạt tốc độ tối đa 17,7 kn (32,8 km/h), và tầm hoạt động tối đa 8.500 nmi (15.700 km) khi đi tốc độ đường trường 10 kn (19 km/h). Khi đi ngầm dưới nước, chúng sử dụng hai động cơ/máy phát điện AEG GU 460/8–27 tổng công suất 750 PS (550 kW; 740 shp). Tốc độ tối đa khi lặn là 7,6 kn (14,1 km/h), và tầm hoạt động 80 nmi (150 km) ở tốc độ 4 kn (7,4 km/h). Con tàu có khả năng lặn sâu đến 230 m (750 ft).
Vũ khí trang bị có năm ống phóng ngư lôi 53,3 cm (21 in), bao gồm bốn ống trước mũi và một ống phía đuôi, và mang theo tổng cộng 14 quả ngư lôi, hoặc tối đa 22 quả thủy lôi TMA, hoặc 33 quả TMB. Tàu ngầm Type VIIC bố trí một hải pháo 8,8 cm SK C/35 cùng một pháo phòng không 2 cm (0,79 in) trên boong tàu. Thủy thủ đoàn bao gồm 4 sĩ quan và 40-56 thủy thủ.

### Chế tạo
U-229 được đặt hàng vào ngày 7 tháng 12, 1940, và được đặt lườn tại xưởng tàu của hãng Friedrich Krupp Germaniawerft tại Kiel vào ngày 3 tháng 11, 1941. Nó được hạ thủy vào ngày 20 tháng 8, 1942, và nhập biên chế cùng Hải quân Đức Quốc Xã vào ngày 3 tháng 10, 1942 dưới quyền chỉ huy của Hạm trưởng, Trung úy Hải quân Robert Schetelig.

## Lịch sử hoạt động

### Chuyến tuần tra thứ nhất
U-229 khởi hành từ Kiel vào ngày 20 tháng 2, 1943 cho chuyến tuần tra đầu tiên trong chiến tranh. Nó băng qua khe GIUK giữa quần đảo Faroe và Iceland để đi đến hoạt động tại vùng biển Bắc Đại Tây Dương về phía Nam Iceland và Greenland. Ở vị trí về phía Đông Nam mũi Farewell, Greenland, lúc 01 giờ 04 phút ngày 10 tháng 3, nó tấn công Đoàn tàu SC 121, đánh chìm chiếc tàu buôn Anh SS Nailsea Court 4.946 GRT, đồng thời gây hư hại cho chiếc Coulmore 3.670 GRT. Đến ngày 5 tháng 4, ở vị trí về phía Nam Reikjavik, nó lại tấn công Đoàn tàu HX 231 và đánh chìm tàu buôn Thụy Điển Vaalaren 3.406 GRT. Chiếc tàu ngầm kết thúc chuyến tuần tra và đi đến cảng St. Nazaire bên bờ biển Đại Tây Dương của Pháp vào ngày 17 tháng 4.

### Chuyến tuần tra thứ hai
U-229 xuất phát từ cảng St. Nazaire vào ngày 11 tháng 5 cho chuyến tuần tuần tra thứ hai để hoạt động tại vùng biển giữa Bắc Đại Tây Dương. Vào ngày 17 tháng 5, trong vịnh Biscay, nó bị một thủy phi cơ PBY Catalina thuộc Liên đội 190 Không quân Hoàng gia Anh (RAF) ném bốn quả bom tấn công. Những hư hại phải chịu đựng buộc chiếc tàu ngầm phải cắt ngắn chuyến tuần tra và đi đến cảng Bordeaux, Pháp vào ngày 7 tháng 6 để sửa chữa.

### Chuyến tuần tra thứ ba - Bị mất
Sau khi chuyển căn cứ hoạt động từ Bordeaux sang cảng La Pallice, La Rochelle cùng tại bờ biển Đại Tây Dương của Pháp vào đầu tháng 8, U-229 xuất phát từ đây vào ngày 31 tháng 8 cho chuyến tuần tra thứ ba, cũng là chuyến cuối cùng, để hoạt động tại vùng biển Bắc Đại Tây Dương. Ở vị trí về phía Đông Nam mũi Farewell, Greenland vào ngày 22 tháng 9, nó bị tàu khu trục Hải quân Hoàng gia Anh phát hiện và tấn công bằng mìn sâu và hải pháo, rồi húc chìm tại tọa độ 54°36′B 36°25′T / 54,6°B 36,417°T; toàn bộ 50 thành viên thủy thủ đoàn của U-229 đều tử trận.

### "Bầy sói" tham gia
U-229 từng tham gia bốn bầy sói:
- Neuland (4 – 6 tháng 3, 1943)
- Ostmark (6 – 11 tháng 3, 1943)
- Stürmer (11 – 16 tháng 3, 1943)
- Leuthen (15 – 23 tháng 9, 1943)

### Tóm tắt chiến công
U-229 đã đánh chìm được hai tàu buôn với tổng tải trọng 8.352 GRT, đồng thời gây hư hại cho một chiếc khác tải trọng 3.670 GRT:
| Ngày             | Tên tàu       | Quốc tịch      | Tải trọng | Số phận      |
| ---------------- | ------------- | -------------- | --------- | ------------ |
| 10 tháng 3, 1943 | Coulmore      | United Kingdom | 3.670     | Bị hư hại    |
| 10 tháng 3, 1943 | Nailsea Court | United Kingdom | 4.946     | Bị đánh chìm |
| 5 tháng 4, 1943  | Vaalaren      | Sweden         | 3.406     | Bị đánh chìm |